# 鈴木一平 (実業家)
鈴木 一平（すずき いちへい、1887年（明治20年）10月24日 - 1971年（昭和46年）8月29日）は、日本の実業家。大修館書店創業者。千葉県出身。

## 略歴
- 16歳の時、修学堂に入店。出版屋小僧として修行。
- 1918年（大正7年）9月10日 - 大修館書店創業。
- 1925年（大正14年） - 漢和辞典の出版企画を思い立ち、水野彌作の紹介で諸橋轍次と会う。
- 1928年（昭和3年） - 諸橋轍次との間に出版契約が成立。
- 1943年（昭和18年）- 9月10日 大修館書店は大漢和辞典巻一を発行。
- 1968年（昭和43年）12月 - 創業50年を機に経営を退く。
- 1971年（昭和46年）8月29日 - 死去。

## 人物
趣味は競馬であり、馬主でもあった。東京馬主協会理事を務めていた。

### 主な所有馬
- コマオー（1951年ダイヤモンドステークス）
- コマヒカリ（1958年菊花賞）[1]

## 関連文献
- 鈴木敏夫 編『回想 鈴木一平』大修館書店、1977年8月。ASIN B000J8REHK。
- 紀田順一郎 編『「大漢和辞典」を読む』大修館書店、1986年3月。ISBN 4469230391。
- 岡本文良（高田勲・絵）『ことばの海へ雲にのって : 大漢和辞典をつくった諸橋轍次と鈴木一平』PHP研究所〈PHPこころのノンフィクション〉、1986年3月。ISBN 4469230391。児童向け